# Paroxyclaenidae
Paroxyclaenidae é uma família de mamíferos extintos incluídos na ordem/subordem Pantolesta.

## Classificação
- Família Paroxyclaenidae Weitzel, 1933
  - Subfamília Paroxyclaeninae Weitzel, 1933
    - Gênero Dulcidon

  - Dulcidon gandaensis [Eoceno Médio - Formação Kuldana, Paquistão] (também considerado como Artiodactyla Dichobunidae.
    - Gênero Kiinkerishella Gabunia e Biryukov, 1978
      - Kiinkerishella zaisanica Gabunia e Biryukov, 1978 [Eoceno Superior - leste do Cazaquistão]

    - Gênero Kopidodon Weitzel, 1933

  - Kopidodon macrognathus (Wittich, 1902) [Eoceno Médio - Messel]
    - Gênero Paroxyclaenus Teilhard de Chardin, 1922
      - Paroxyclaenus lemuroides [Fosforitos de Quercy, França]

    - Gênero Pugiodens Matthes, 1952
      - Pugiodens mirus [Eoceno Médio - Messel, Alemanha]

    - Gênero Russellites Van Valen, 1965
    - Gênero Spaniella Crusafont-Pairo e Russell 1968
    - Gênero Vulpavoides Matthes, 1952
      - Vulpavoides germanica Matthes, 1952
      - Vulpavoides cooperi [Eoceno Superior - Creechbarrow, Inglaterra]

    - Gênero Kochictis Kretzoi, 1943
      - Kochictis centenni - Eoceno Superior, Romênia

  - Subfamília Merialinae D.E. Russell e Godinot, 1988
    - Gênero Merialus Russell e Godinot, 1988
      - Merialus martinae Russell e Godinot, 1988

    - Gênero Euhookeria Russell e Godinot, 1988
      - Euhookeria hopwoodi (Cray, 1973) [Eoceno Superior - Inglaterra]